# Алия бинт Али
Алия бинт Али (араб. عالية بنت علي; 19 января 1911 — 21 декабря 1950) — дочь короля Хиджаза Али ибн Хусейна и жена короля Ирака Гази I, мать короля Фейсала II.

## Биография
Родилась в 1911 году в Мекке в семье Али ибн Хусейна и его жены Нафисы Ханум. Детство она провела в Мекке, вместе с семьёй. Когда отец Алии принимал участие в арабском восстании, её воспитывали мать и дедушка.
В 1920 году Алия отправилась в Дамаск со своими братьями и сестрами, чтобы стать свидетелем церемонии коронации её дяди Фейсала, когда тот был провозглашён королём Сирии. Однако очень скоро, она  уехала в Мекку, из-за начала Франко-сирийской войны.
В 1925 году Королевство Хиджаз было захвачено саудитами, поэтому Алия и её семья бежала в Амман через порт Джидды, где их встретил эмир Трансиордании Абдалла I, и они ненадолго остановились в его дворце. Затем они отправились в Ирак, где её дядя Фейсал стал королём. В Багдаде Алия и её сестры получили образование у иракских учителей, которых им выбрали дядя Фейсал и мать Нафиса.
25 января 1934 вышла замуж за своего двоюродного брата, короля Ирака Гази I. В 1935 году у пары родился сын будущий король Фейсал.
4 апреля 1939 в результате автокатастрофы погиб король Гази и трон перешёл к Фейсалу и брату Алии в качестве регента — Абд аль-Илаху.
С лета 1949 по октябрь 1950 года проходила лечение в Лондоне.
Алия умерла 21 декабря 1950 года, от рака желудка. В её честь был назван колледж в Багдаде.